# Departamento de Pool
Pool es un departamento de la República del Congo. Está rodeado por los departamentos de Bouenza, Lékoumou, y Plateaux y tiene frontera internacional con la República democrática del Congo. La capital es Kinkala.
Recibe su nombre por el afluente del río Congo Pool Malebo (antiguamente conocido como Stanley Pool).
En el censo de 2007 tenía una población de 236 595 habitantes.

## Geografía
El departamento tiene los siguientes límites:
| Noroeste: Departamento de Lékoumou                                    | Norte: Departamento de Plateaux                                  | Noreste: Departamento de Plateaux                              |
| Oeste: Departamento de Bouenza                                        |                                                                  | Este: Provincia de Mai-Ndombe, República Democrática del Congo |
| Suroeste: Provincia de Congo Central, República Democrática del Congo | Sur: Provincia de Congo Central, República Democrática del Congo | Sureste: Brazzaville                                           |

## Subdivisiones
En el censo de 2011 se dividía en trece distritos:
- Boko
- Goma Tse-Tse
- Igne
- Kindamba
- Kinkala
- Kimba
- Louingui
- Loumo
- Mayama
- Mindouli
- Mbandza-Ndounga
- Ngabe
- Vindza